# Bessastaðir

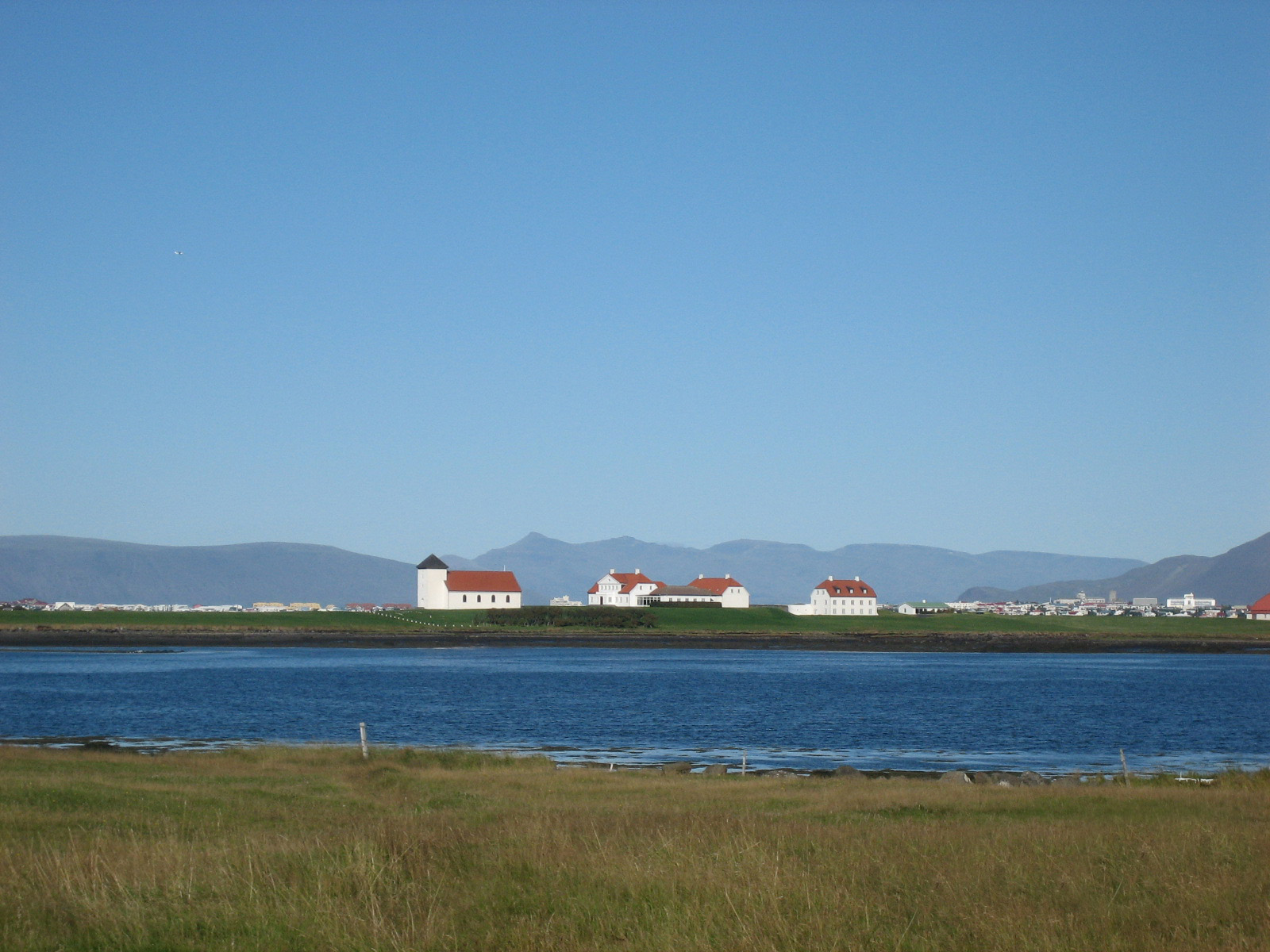
Bessastaðir

Bessastaðir - oficjalna rezydencja prezydentów Islandii, położona w miejscowości Álftanes, niedaleko stolicy kraju Reykjavíku.
Na półwyspie Álftanes, kilka kilometrów od Reykjavíku, znajduje się Bessastaðir, rezydencja Prezydenta Republiki Islandzkiej. W pierwszej połowie XIII w. posiadłość ta należała do Snorriego Sturlusona, poety, polityka, historyka i prawnika średniowiecza.
W późniejszych latach posiadłość w Álftanes przeszła na własność królów norweskich, a następnie duńskich i stała się siedzibą królewskich namiestników. Była nią aż do XVIII w.
W latach 1805 – 1846 istniała tam szkoła – gimnazjum – przeniesiona potem do Reykjavíku. Grím Thomsen, autor wiersza o księciu Józefie Poniatowskim, kupił tę posiadłość wraz z domem w drugiej połowie XIX w. Następny właściciel podarował ją państwu i od tego czasu jest rezydencją Prezydenta Republiki.
Najstarsza część obiektu powstała w 1763 r. W skład kompleksu rezydencji wchodzą budynki o charakterze biurowo mieszkalno reprezentacyjnym a także niewielki kościół, wznoszony w latach 1780–1782. Jego otwory okienne wypełniają barwne witraże obrazujące sceny z historii Islandii. Obok ołtarza umieszczono tablice z wyrytymi imionami prezydentów Republiki Islandzkiej oraz okresami ich urzędowania: Sveina Björnssona (1944–1952), Ásgeira Ásgeirssona (1952–1968), Kristjána Eldjárna (1968–1980) i Vigdís Finnbogadóttir (1980–1996).